# اندیس خاک صنعتی چشمه شور
خاک صنعتی چشمه شور یک اندیس غیرفلزی است که در حوالی شهر زاویه استان قم قرار دارد و مادهٔ معدنی موجود در آن، خاک صنعتی است.سنگ میزبان این اندیس ریولیت، داسیت، توفهای ریولیتی است و دیرینگی آن به دوران ائوفوقانی می‌رسد. در این اندیس، پاراژنز‌های کوارتز-ژاروسیت -ژیپس یافت می‌شوند.